# Provincia di Mayo-Kebbi Est
La provincia di Mayo-Kebbi Est è una delle province del Ciad. Il capoluogo è Bongor. Prende il nome dal fiume Mayo Kébbi, che scorre nel suo territorio.

## Suddivisioni amministrative
La provincia è divisa nei seguenti dipartimenti:
| Dipartimento | Capoluogo   | Comuni                                          |
| ------------ | ----------- | ----------------------------------------------- |
| Kabbia       | Gounou Gaya | Berem, Djodo Gassa, Gounou Gaya, Pont Carol     |
| Mayo-Boneye  | Bongor      | Bongor, Gam, Kim, Koyom, Moulkou, Rigaza, Samga |
| Mayo-Lémié   | Guélendeng  | Guélendeng, Katoa, Nanguigoto                   |
| Mont d'Illi  | Fianga      | Fianga, Hollom Games, Kéra, Tikem, Youé         |

## Principali gruppi etnici
I principali gruppi etnici della regione di Mayo-Kebbi Ovest sono i Massa, i Peul, i Musey

## Condizioni ambientali
Clima subtropicale con piogge da maggio a settembre, gli altri mesi stagione secca.